# Вельсен, Антон Питер Франц ван
Антон Питер Франц ван Вельсен (нидерл. Anton Pieter Franz van Velsen, 6 февраля 1865 года, Голландия — 6 мая 1936 года) — католический прелат, миссионер, шестой апостольский викарий Батавии с 23 января 1924 года по март 1933 года. Член монашеского ордена иезуитов.

## Биография
В 1895 году был рукоположён в священники для служения в ордене иезуитов. Служил в Северном Сулавеси, где прожил последующие 23 года. Изучал один из местных языков томбулу. С 1907 года служил приходским священником в Богоре. В январе 1912 года назначен главой миссии на полуострове Минахаса. С этого же года возглавлял сиротский приют в Богоре.
21 января 1924 года Римский папа Пий XI назначил его титулярным епископом Эзании и апостольским викарием Батавии. 13 мая 1924 года состоялось его рукоположение в епископы, которое совершил титулярный епископ Капитолиаса и апостольский викарий Голландского Борнео Ян Пацификус Бос в сослужении с титулярным епископом Аполлонии и апостольским викарием Голландской Новой Гвинеи Арнольдом Йоганнесом Хубертом Артсом и титулярным епископом Мириофитуса и апостольским викарием Малых Зондских островов Арнольдом Верстраленом.
Будучи ординарием апостольского викариата занимался возведением храмов и организацией новых церковных структур. В 1924 году построил храм Святейшего Сердца Иисуса в Джокьякарте, в 1926 году — храм Святого Антония в Котабару. Основал женскую монашескую конгрегацию Сестёр Доброго Пастыря. В 1927 году открыл больницу Святой Елизаветы в Семаранге и в этом же году — малую духовную семинарию Святого Петра Канизия в Джокьякарте, в здании которого сегодня располагается кампус Католического педагогического института Саната-Дхарма.
В марте 1933 года подал в отставку по состоянию здоровья. Умер в мае 1936 года. Похоронен на голландском кладбище Пенелех в Сурабае.